# منطقه مسکونی مزرعه آموزشی
منطقه مسکونی مزرعه آموزشی، روستایی در دهستان زابلی بخش مرکزی شهرستان مهرستان در استان سیستان و بلوچستان ایران است.

## جمعیت
بر پایه سرشماری عمومی نفوس و مسکن در سال ۱۳۹۵، جمعیت این روستا برابر با ۵۸ نفر (۱۵ خانوار) بوده‌است.